# Paul Haase

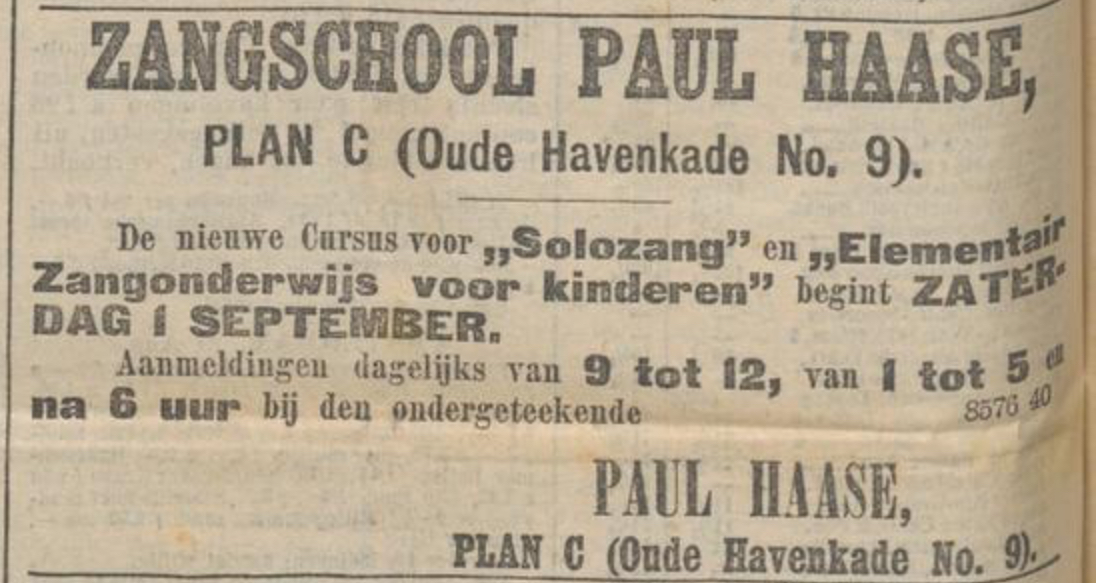
Advertentie voor zangschool Paul Haase in het Rotterdamsch Nieuwsblad van 29 augustus 1894 (bron: krantenarchief Delpher)

Hermann Paul Max (Paul) Haase (Potsdam, 8 januari 1857 - Keulen, 1 januari 1906) was een Duitse bariton, deels woonachtig en werkzaam in Nederland.
Hij kreeg zijn opleiding in Berlijn en zong vanaf 1882 regelmatig in Nederland, onder andere bij de Hoogduitse Opera in Rotterdam. Aldaar werd hij tevens zangleraar, zowel privé als aan de Muziekschool. Van 1895 tot 1898 onderrichtte hij aan de Hochschule für Musik Karlsruhe, maar ook even te Cincinnati en van 1898 tot 1907 aan de Hochschule für Musik und Tanz Keulen. Hij schreef zelf het libretto bij de opera Der falsche Czar van Jan Rijken, waarbij hij de hoofdrol voor zijn rekening zou nemen, maar hij werd ziek.
Tussen 1890 en 1894 was hij viermaal solist in een concert van het Concertgebouworkest. Zijn bekendste Nederlandse leerlinge was de concertzangeres Pauline de Haan-Manifarges (1872-1954) ; bij elk van haar jubilea als ook bij haar overlijden kwam zijn naam naar voren. Een andere bekende leerlinge was de Duits-Braziliaanse zangeres Hedy Iracema-Brügelmann (1879-1941). Zijn overlijden als gevolg van een beroerte was landelijk nieuws met berichten tot in de regionale kranten. Hij overleed vlak na zijn vrouw, de zangeres Sophie Bosse (1858-1905).
- Gemeinsame Normdatei: 1077111088
- Virtual International Authority File: 23144782946002030736